# Psittacanthus dillonii
Psittacanthus dillonii är en tvåhjärtbladig växtart som beskrevs av Kuijt. Psittacanthus dillonii ingår i släktet Psittacanthus och familjen Loranthaceae. Inga underarter finns listade i Catalogue of Life.